# Sabinio Tirone
Sabinio Tirone (Roma ?, seconda metà I secolo a.C. – I secolo a.C.) è stato uno scrittore romano.

## Biografia
Liberto di Gaio Cilnio Mecenate, Tirone fu autore di un libro sul giardinaggio che avrebbe dedicato al suo patronus.

## Kepourikà
Del trattato di Sabinio Tirone, il cui titolo (κηπουρικων) indica che fosse scritto in greco, abbiamo un solo frammento, citato da Plinio il Vecchio:
(trad. A. D'Andria)
La notizia curiosa a proposito dell'interazione tra piante e metalli rimanda a quei mirabilia spesso riportati da Plinio e che dovevano, sicuramente, essere presenti nell'opera di Tirone, che probabilmente lasciava spazio anche a questi elementi di superstizione popolare. 